# Abd al-Haqq I
Abd al-Haqq que Ibn Mihyu Ibn Abu Bakr Ibn Hamama (muerto en 1217) fue el primer jeque meriní, líder y un epónimo de la misma dinastía.

## Historia
Alrededor de 1215, el nuevo califa almohade, Abu Yaqub II al-Mustansir aún era joven y la dinastía almohade acababa de recibir una severa derrota contra reinos cristianos de Iberia en julio de 1212 en la batalla de las Navas de Tolosa. Hay "Banu Marin" (o los meriníes) se aprovecharon de la situación y atacaron a los almohades que enviaron 10 000 hombres para luchar. La batalla tuvo lugar en la costa del Rif. Los almohades fueron derrotados. Los nómadas bereberes y tribus comenzaron a entrar en conflicto con los meriníes alrededor de Fez. Fue de nuevo una derrota para Almohades, pero Abd al-Haqq fue herido mortalmente (1217).
Los meriníes tomaron posesión del Rif y se quedó allí. Los almohades comenzaron a lanzar contraataques en vano.